# Lophospiza
Lophospiza – rodzaj ptaków z podrodziny jastrzębi (Accipitrinae) w obrębie rodziny jastrzębiowatych (Accipitridae).

## Zasięg występowania
Rodzaj obejmuje gatunki występujące w południowej i południowo-wschodniej Azji. 

## Morfologia
Długość ciała 28–46 cm, rozpiętość skrzydeł 51–90 cm; masa ciała samic 299–563 g, samców 212–352 g.

## Systematyka

### Etymologia
- Lophospiza: gr. λοφος lophos „czub, grzebień”; σπιζιας spizias „jastrząb”, od σπιζα spiza „zięba”, od σπιζω spizō „ćwierkać”; πιαζω piazō „chwytać”[3].

### Podział systematyczny
Takson wyodrębniony z Accipiter na podstawie badań molekularnych. Do rodzaju należą następujące gatunki:
- Lophospiza trivirgatus (Temminck, 1824) – krogulczak czubaty
- Lophospiza griseiceps (Kaup, 1848) – krogulczak plamisty